# Coma (medicina)
En medicina, el coma (del griego κῶμα [kôma], que significa «sueño profundo») es un estado grave de pérdida de consciencia, que puede resultar de una gran variedad de condiciones incluyendo las intoxicaciones (drogas, alcohol o tóxicos), paro cardiorrespiratorio, anomalías metabólicas (hipoglucemia, hiperglucemias), enfermedades del sistema nervioso central, ACV, traumatismo cráneo-encefálico, convulsiones e hipoxia. Las causas metabólicas son las más frecuentes.
El coma es por tanto un síndrome. En la Clasificación internacional de trastornos de la salud (ICD-10) se le asigna la letra R (síntomas y diagnósticos). El coma es una expresión de un fuerte trastorno de las funciones cerebrales y por tanto con peligro de muerte. El desarrollo (pronóstico) del paciente comatoso es dependiente de las enfermedades subyacentes y de la asistencia médica.
Clínicamente, el coma puede definirse como la incapacidad constante para seguir una orden de un solo paso. También puede definirse como una puntuación ≤ 8 en la Escala de coma de Glasgow (ECG) que dura ≥ 6 horas.   Para que un paciente mantenga la consciencia, deben mantenerse los componentes de vigilia y consciencia. La  vigilia describe el grado cuantitativo del Estado de conciencia, mientras que la conciencia se refiere a los aspectos cualitativos de las funciones mediadas por el córtex, incluyendo capacidades cognitivas como la atención, la percepción sensorial, la memoria explícita, el lenguaje, la ejecución de tareas, la orientación temporal y espacial y el juicio de realidad. Desde una perspectiva neurológica, la conciencia se mantiene mediante la activación de la corteza cerebral-la materia gris que forma la capa externa del cerebro-y por el  sistema activador reticular (SRA), una estructura situada dentro del tronco encefálico.

## Etimología
El término 'coma', del griego κῶμα koma, que significa sueño profundo, ya había sido utilizado en el los Tratados hipocráticos (Epidemica) y posteriormente por Galeno (siglo II d. C.). Posteriormente, apenas se utilizó en la literatura conocida hasta mediados del siglo XVII. El término se encuentra de nuevo en el influyente De anima brutorum (1672) de Thomas Willis (1621-1675), donde se mencionan el letargo (sueño patológico), el coma (sueño pesado), el carus (privación de los sentidos) y la apoplejía (en la que podía convertirse el carus y que él localizaba en la materia blanca). El término carus también procede del griego, donde se encuentra en la raíz de varias palabras que significan soporífero o somnoliento. Todavía puede encontrarse en la raíz del término carótida. Thomas Sydenham (1624-89) mencionó el término 'coma' en varios casos de fiebre (Sydenham, 1685).

## Signos y síntomas
Los síntomas generales de una persona en estado comatoso son:
- Incapacidad para abrir los ojos voluntariamente
- Ciclo sueño-vigilia inexistente
- Falta de respuesta a estímulos físicos (dolorosos) o verbales.
- Reflejos deprimidos del tronco cerebral, como pupilas que no responden a la luz.
- Respiración anormal, dificultosa o irregular, o ausencia total de respiración cuando el coma se debe a un paro cardiaco.
- Puntuaciones entre 3 y 8 en la Escala de coma de Glasgow.[9]

## Causas

### Trastorno metabólico – coma metabólico
- Trastorno del metabolismo del azúcar.
  - Hipoglucemia
  - Hiperglucemia, Coma diabético (vea diabetes mellitus)

- Deficiencia de O2 o exceso de CO2 en la sangre.
  - En trastorno en la recepción de oxígeno (vías respiratorias, pulmones)
  - En colapso circulatorio (después de pocos segundos)
- Insuficiencia renal (Coma urémico)
- Insuficiencia hepática (Coma hepático)
- Otras causas metabólico (trastornos del metabolismo congénitos, mixedema, etc.)
- Causas hormonales (insuficiencia de la hipófisis: Síndrome de Sheehan, Enfermedad de Addison, insuficiencia de las glándulas suprarrenales, etc.)[10]

### Intoxicaciones
• Generalmente se produce por accidente, aunque y en menor medida, puede ser intencional, el uso excesivo de drogas como estupefacientes o el mismo alcohol son los protagonistas, produciendo el más común, el coma etílico.
• Ocasionalmente puede ser producido por venenos, sean naturales o artificiales.
• Cuando es médicamente recomendado, para evitar que movimientos  innecesarios o esfuerzos del paciente impidan algún proceso de cicatrización, generalmente de accidente vascular cerebral, el paciente es inducido a un coma artificial.
• Las más frecuentes son las producidas por todo tipo de alergias.

## Fisiopatología
El coma es producto de lesiones estructurales del sistema nervioso central, tales como hemorragias, tumores, inflamaciones, edemas, etc. Puede también ser consecuencia de un fallo difuso metabólico o tóxico que afectan a los núcleos de la base, un complejo bosquejo nervioso ubicado a lo largo del tallo cerebral, del cual dependen el estado de alerta y la vida de relación.
Se ha establecido una división de acuerdo a criterios clínicos y corresponde a la reacción a determinados estímulos. Según la Clasificación empleada se pueden distinguir de tres a cuatro grados de coma:
- Primer grado: reacción selectiva al dolor, movimiento de pupilas inalterado, movimiento de los ojos por estímulo del órgano del equilibrio intacto (vestíbulo- reflejo ocular).
- Segundo grado: reacción desordenada al dolor, movimiento en masa, bizcar (movimiento divergente de los ojos).
- Tercer grado: sin defensa, solo reflejos fugaces, falta el reflejo vestíbulo-ocular, reacción pupilar debilitada.
- Cuarto grado: sin reacción al dolor, sin reacción de las pupilas, ausencia de los demás reflejos de protección.

En la medicina de emergencia se ha establecido la escala de Glasgow, auxiliar en la toma de decisiones, si es necesario aplicar oxigenación. Esta escala comprende evaluaciones a nivel de respuesta ocular, respuesta motora y respuesta verbal, cada una con sus respectivos puntajes. El puntaje mínimo que puede tener una persona en estado de coma es 3 y el puntaje máximo que puede tener una persona sana es 15, según esta escala.

## Pronóstico
El coma puede durar de varias horas a varias semanas. En los casos más graves de un coma puede durar más de cinco semanas, mientras que algunos han durado varios años. Después de este tiempo, muchos pacientes poco a poco salen del coma, otros progresan a un estado vegetativo y otros mueren. Algunos pacientes que han entrado en un estado vegetativo pueden recuperar un cierto grado de consciencia. Otros permanecen en un estado vegetativo durante años o incluso décadas (el período más largo registrado es 37 años).
El resultado para el estado de coma y vegetativo depende de la causa, localización, severidad y extensión del daño neurológico. El estado de coma profundo por sí solo no significa necesariamente una oportunidad menor de recuperación, ya que algunas personas en estado de coma profundo se han recuperado normalmente, mientras que otras personas que en apariencia se recuperan bien de un coma más leve a veces dejan de mejorar.
La gente puede salir de un coma con una combinación de dificultades físicas, intelectuales y psicológicas que requieren atención especial. La recuperación generalmente se produce gradualmente, los pacientes adquieren cada vez más habilidad para responder. Algunos pacientes nunca progresan más allá de respuestas muy básicas, pero muchos recuperan la plena consciencia.
La recuperación de la consciencia no es instantánea. Durante los primeros días, los pacientes están despiertos durante solo unos minutos, y la duración del tiempo despierto aumenta gradualmente, a diferencia de la situación, en muchas películas, donde la gente que despierta del coma es inmediatamente capaz de continuar su vida normal. En realidad, el paciente en coma despierta a veces en un profundo estado de confusión, sin saber cómo ha llegado hasta allí y, a veces sufre de disartria, incapacidad de articular palabra alguna, y con muchas otras discapacidades.
Las predicciones de recuperación son variables debido a diferentes técnicas utilizadas para medir la magnitud del daño neurológico. Todas las previsiones se basan en las tasas de estadísticas con algún nivel de probabilidad de recuperación actual: una persona con una baja probabilidad de recuperación aún puede despertar. El tiempo es el mejor indicador general de una posibilidad de recuperación. Después de cuatro meses en coma causado por daño cerebral, la posibilidad de recuperación parcial es inferior al 15 %, y la posibilidad de una recuperación total es muy baja.
La causa más común de muerte de una persona en estado vegetativo es una infección secundaria como la neumonía, que puede ocurrir en pacientes que se encuentran en coma durante períodos prolongados.

### Personas que han salido de un coma de larga duración
De vez en cuando la gente sale del coma después de largos períodos de tiempo. A continuación algunos casos conocidos:
1. Terry Wallis, de 19 años, en 1984 tuvo un accidente automovilístico que lo dejó tetraparapléjico en estado de coma y aunque los médicos aseguraron que jamás despertaría, en 2003, Terry espontáneamente comenzó a hablar y recuperó la consciencia de su entorno.[15]
2. Munira Abdulla originaria de Emiratos Árabes Unidos despertó del coma, tras 27 años en abril de 2019. Su caso adquirió relevancia a nivel nacional gracias a los esfuerzos de su hijo Omar quien consiguió que el príncipe heredero de Abu Dhabi, Mohammed bin Zayed, ofreciera a la familia una subvención para un programa médico en Alemania. Despertó pronunciando el nombre de su hijo Omar a quien protegió durante el accidente automovilístico que la dejó en coma.[16]

Los estados de coma que duran unos segundos o minutos tienen como consecuencia amnesia postraumática que dura de horas a días; una recuperación total tarda días o semanas. Los coma que duran de horas a días resultan en amnesia postraumática que se prolonga desde días a semanas; una recuperación total tarda meses. Los que duran semanas resultan en amnesia postraumática que dura meses; una recuperación total tarda años.

## Términos derivados

### Coma inducido o artificial
Este término es usado para una sedación o narcosis, que no es más que la inducción de la pérdida de la conciencia por medicamentos. En el que no necesariamente implica se tenga pérdida total de la conciencia, se puede aplicar aún con una ligera sedación con el fin de tranquilizar al paciente. Esto aclara por qué algunos pacientes puestos en coma artificial tienen recuerdos y percepciones durante este estado. En una sedación profunda, por ejemplo con barbitúricos (dado el caso con control por electroencefalografía).

## Sociedad y cultura
El Dr. Eelco Wijdicks investigó la representación del coma en el cine y fue publicado en Neurology en mayo de 2006. Wijdicks estudió 30 películas (entre 1970 y 2004), que retrata los actores en estado de coma prolongado, y llegó a la conclusión de que solo dos películas reproducían minuciosamente el estado de la víctima en coma y la agonía de la espera de un paciente para despertar: Reversal of Fortune (1990) y La vie rêvée des anges (1998). Las restantes 28 fueron criticadas por interpretar despertares milagrosas, sin efectos secundarios duraderos, representaciones irreales de los tratamientos y materiales necesarios, y los pacientes recuperados del estado de coma musculosos y bronceados.
Durante décadas, especialistas médicos y otros han luchado —y siguen luchando— para definir las circunstancias en que un paciente está «muerto». La sociedad da mucha importancia a la idea de «muerte cerebral», porque «la mayoría de los países industrializados han equiparado esto con la muerte de la persona». Sin embargo, de acuerdo con el Dr. Rady y sus compañeros de trabajo «la muerte humana es un fenómeno singular, se caracteriza por el cese irreversible de todas las funciones vitales (la circulación, la respiración y la consciencia)». Esto significa que la muerte consiste en mucho más que la incapacidad del cerebro para funcionar. Por ejemplo, aunque un paciente presente una «muerte cerebral», aún puede considerarse vivo porque todavía puede crecer y reproducirse.

### Bioética
Se dice que una persona en coma se encuentra en un estado de inconsciente. Las perspectivas sobre persona, identidad y consciencia entran en juego cuando se discuten los puntos de vista Metafísica y la Bioética sobre el coma.
Se ha argumentado que la inconsciencia debería ser tan relevante e importante desde el punto de vista ético como un estado de consciencia y que debería haber un apoyo metafísico de la inconsciencia como estado.
En los debates éticos sobre los trastornos de la conciencia (DOC), se suelen considerar dos capacidades como centrales: experimentar bienestar y tener interés. En términos generales, el bienestar puede entenderse como el efecto positivo relacionado con lo que hace que la vida sea buena (según unos estándares específicos) para el individuo en cuestión. La única condición para el bienestar considerado en sentido amplio es la capacidad de experimentar su "positividad". Dicho esto, dado que experimentar la positividad es un proceso emocional básico con raíces filogenéticas, es probable que ocurra a un nivel completamente inconsciente y, por lo tanto, introduce la idea de un bienestar inconsciente.  Como tal, la capacidad de tener intereses, es crucial para describir dos habilidades en las que los que tienen comas son deficientes. Tener un interés en un determinado dominio puede entenderse como tener un interés en algo que puede afectar a lo que hace que nuestra vida sea buena en ese dominio. Un interés es lo que mejora directa e inmediatamente la vida desde cierto punto de vista o dentro de un dominio concreto, o aumenta enormemente la probabilidad de que la mejora de la vida permita al sujeto realizar algún bien. Dicho esto, la sensibilidad a las señales de recompensa es un elemento fundamental en el proceso de aprendizaje, tanto consciente como inconsciente. Además, el cerebro inconsciente es capaz de interactuar con su entorno de forma significativa y de producir un procesamiento significativo de la información de los estímulos procedentes del entorno externo, incluidas otras personas. 
Según Hawkins, "1. Una vida es buena si el sujeto es capaz de valorar, o más básicamente si el sujeto es capaz de cuidar". Es importante destacar que Hawkins subraya que el cuidado no tiene necesidad de compromiso cognitivo, es decir, de actividades cognitivas de alto nivel: requiere ser capaz de distinguir algo, seguirlo durante un tiempo, reconocerlo a lo largo del tiempo y tener ciertas disposiciones emocionales vis-à-vis algo. 2. Una vida es buena si el sujeto tiene la capacidad de relacionarse con los demás, es decir, de interactuar significativamente con otras personas." Esto sugiere que el inconsciente puede cumplir (al menos en parte) las dos condiciones identificadas por Hawkins para que la vida sea buena para un sujeto, haciendo así que el inconsciente sea éticamente relevante.